# اصل موضوع اجتماع

## بحث غیررسمی
فرض کنید A و B دو مجموعه باشند. در این صورت طبیعی است که بخواهیم اعضای دو مجموعه مفروض را در یک مجموعه فراگیر به صورت توأم در اختیار داشته باشیم. یکی از راه‌های توصیف چنین مجموعه فراگیری در صورت وجود این است که شرط کنیم این مجموعه همه عناصری را که حداقل به یکی از دو عضو زوج {A,B} تعلق دارند، شامل باشد. توجه کنید که {A,B} بنابر اصل موضوع زوج سازی یک مجموعه است.
این نحوه فرمول بندی، خود به خود نوعی تعمیم وسیع را به ذهن راه می‌دهد، بدین صورت که چنین ساختمانی، نه فقط برای یک زوج مجموعه، بلکه در مورد هر دسته دلخواه از مجموعه‌ها قابل اعمال است. به عبارت دیگر فرض کنید C دسته‌ای دلخواه از مجموعه‌ها باشد. آیا می‌توان مجموعه‌ای فراگیر در اختیار داشت که شامل همه عناصری باشد که به حداقل یک عضو C متعلق باشند؟
برای پاسخ به این سؤال به اصل مجموعه ساز جدیدی به نام اصل موضوع اجتماع (Axiom of union) نیاز داریم.

## اصل موضوع اجتماع
اصل موضوع اجتماع بیان می‌کند:
{\displaystyle \forall X\exists Y\forall x(\exists z(z\in X\land x\in z)\to x\in Y)}
یا به بیان دیگر برای هر دسته دلخواه از مجموعه‌ها، مجموعه‌ای وجود دارد که شامل همه عناصری است که حداقل به یکی از مجموعه‌های دسته مفروض متعلق باشند.
به بیان دیگر اگر C دسته‌ای از مجموعه‌ها باشد، مجموعه‌ای چون U وجود دارد که اگر X∈C موجود باشد به‌طوری‌که x∈X آنگاه x∈U.
{\displaystyle (X\in {\mathcal {C}}\land x\in X)\to x\in U}
اما توجه داشته باشید که مجموعه فراگیر U که تا به حال وجود آن را بر اساس اصل موضوع اجتماع تضمین کرده‌ایم، ممکن است بیش از مورد نیاز فراگیر باشد و شامل عناصری باشد که به هیچ‌یک از عناصر X در دسته C متعلق نباشند چرا که اصل موضوع اجتماع بیان می‌کند U شامل عناصر مجموعه‌های X در C است ولی تضمین نمی‌کند که این مجموعه شامل اعضای دیگری نیست.
برای رفع این مشکل و ایجاد مجموعه‌ای که دقیقاً شامل همه عناصری باشد که به حداقل یکی از مجموعه‌های دسته C متعلق باشند کافی است اصل موضوع تصریح را به کار گرفته و مجموعه:
{به ازاء یک x∈U: x∈X; X∈C}
را تشکیل دهیم. در این صورت شرط لازم و کافی برای اینکه x∈U ای متعلق به این مجموعه باشد این است که X∈C ای موجود باشد که x∈X(یعنی x به حداقل یکی از مجموعه‌های دسته C متعلق باشد.)
به زبان منطق ریاضی داریم:
{\displaystyle x\in U\iff \exists X(x\in X\land X\in {\mathcal {C}})}.
اصل موضوع گسترش یگانگی این مجموعه را تضمین می‌کند و لذا می‌توان برای آن نام و نماد مخصوصی را اختصاص داد. این مجموعه را اجتماع دسته C از مجموعه‌ها می‌خوانیم و با نمادهای {\displaystyle \cup {\mathcal {C}}} و {\displaystyle \cup _{A\in {\mathcal {C}}A}} نمایش می‌دهیم و مطابق تعریف
{\displaystyle \cup _{A\in {\mathcal {C}}}A=\{x:x\in A,A\in {\mathcal {C}}\}}
اگر دسته C از مجموعه‌ها، تهی باشد در این صورت مطابق تعریف اجتماع آن نیز تهی خواهد بود. پس اجتماع دسته‌ای تهی از مجموعه‌ها تهی است. همچنین اگر A و B دو مجموعه باشند، دسته {C={A,B بنابر اصل موضوع زوج سازی یک مجموعه است و نیز بنابر اصل موضوع اجتماع مجموعه U شامل همه عناصری که به حداقل یکی از مجموعه‌های C متعلق می‌باشند وجود دارد. در این صورت اجتماع دسته C را اجتماع دو مجموعه A و B می‌گوییم و آن را به صورت A∪B نشان می‌دهیم و داریم:
{\displaystyle \cup {\mathcal {C}}=\cup \{X:X\in \{A,B\}\}=A\cup B}
پس بنا به تعریف {A∪B={x:x∈A∨x∈B. و لذا داریم:
{\displaystyle x\in A\cup B\Leftrightarrow (x\in A\lor x\in B)}
با توجه به تعاریف فوق روابط زیر را داریم (اثبات این روابط با استفاده از تعاریف ساده است. البته بر هر علاقه‌مند ریاضی واجب است که حداقل یکبار آن‌ها را اثبات کند)
- A∪Φ=A
- A∪B=B∪A (اجتماع خاصیت جابجایی دارد)
- A∪(B∪C)=(A∪B)∪C (اجتماع خاصیت شرکت‌پذیری دارد)
- A∪A=A (اجتماع خاصیت خود توانی دارد)
- A∪B=B اگر و فقط اگر A⊆B

## اشتراک مجموعه‌ها
حال فرض کنید A و B دو مجموعه باشند. در این صورت ممکن است این سؤال پیش بیاید که آیا مجموعه‌ای وجود دارد که شامل همه عناصری باشد که هم در A و هم در B وجود دارند. پاسخ مثبت است.
می‌توان مجموعه {x∈A:x∈B} یا مجموعه {x∈B:x∈A} را تشکیل داد که به آن اشتراک دو مجموعه A و B می‌گوییم و آن را به صورت A∩B نشان می‌دهیم. حال اگر A و B دو مجموعه باشند برطبق اصل موضوع اجتماع مجموعه U شامل همه عناصر متعلق به A یا B وجود دارد. حال می‌توان اشتراک A و B را به صورت مجموعه {A∩B={x:x∈A∧x∈B تعریف کرد. واضح است که از این تعریف نتیجه می‌شود x∈A∩B اگر و فقط اگر x∈A و x∈B. یا به نماد ریاضی:
{\displaystyle x\in A\cap B\Leftrightarrow \forall x(x\in A\land x\in B)}
همانند خواصی که برای اجتماع بیان کردیم خواص زیر را در مورد اشتراک داریم:
- A∩Φ=Φ
- A∩B=B∩A (اشتراک خاصیت جابجایی دارد)
- A∩(B∩C)=(A∩B)∩C (اشتراک خاصیت شرکت‌پذیری دارد)
- A∩A=A (اشتراک خاصیت خود توانی دارد)
- A∩B=B اگر و فقط اگر B⊆A
- (A∪(B∩C)=(A∪B)∩(A∪C (اجتماع روی اشتراک توزیع پذیر است)
- (A∩(B∪C)=(A∩B)∪(A∩C (اشتراک روی اجتماع توزیع پذیر است)

حال ممکن است این سؤال پیش بیاید که همان‌طور که اجتماع دسته C از مجموعه‌ها را به عنوان تعمیمی از اجتماع یک جفت مجموعه تعریف کردیم می‌توان مفهوم اشتراک را نیز برای دسته‌ای از مجموعه‌ها تعمیم دارد؟
فرض کنید C دسته‌ای از مجموعه‌ها باشد و بخواهیم مجموعه‌ای را داشته باشیم که دقیقاً شامل همه عناصری باشد که به هر یک از مجموعه‌های دسته C متعلق باشند یعنی مجموعه‌ای که دقیقاً شامل عناصر مشترک میان مجموعه‌های متعلق به C باشد. آیا چنین مجموعه‌ای وجود دارد؟
پاسخ به این سؤال تاحدی شبیه به پاسخی است که در مورد اجتماع دسته C از مجموعه‌ها داده شد با این تفاوت که در تشکیل این مجموعه احتیاطی خاص لازم است. اگر C دسته‌ای از مجموعه‌ها باشد در این صورت بدیهی است که C می‌تواند تهی یا ناتهی باشد. ابتدا حالت دوم را که به نظر سر راست می‌رسد بررسی می‌کنیم:
- فرض می‌کنیم C دسته‌ای ناتهی از مجموعه‌ها باشد. می‌خواهیم به این سؤال پاسخ دهیم که آیا مجموعه‌ای وجود دارد که دقیقاً شامل عناصری باشد که به هریک از مجموعه‌های دسته C متعلق باشند؟

چون C ناتهی است پس یک مجموعه چون A وجود دارد که A∈C. حال با به کارگیری اصل موضوع تصریح مجموعه V را به صورت {برای هر x∈A: x∈X; X∈C} تشکیل می‌دهیم و این مجموعه دقیقاً همان مجموعه مورد نظر ماست چرا که دقیقاً شامل عناصری است که به هریک از مجموعه‌های X در C متعلق‌اند یعنی x∈V اگر و فقط اگر برای هر X (اگر X∈C آنگاه x∈X) حال سعی می‌کنیم مجموعه ارائه شده را به گونه‌ای بهتر معرفی کنیم چرا که وابستگی V به A پنداری بیش نمی‌باشد و V مستقل از A قابل تعریف است.
بنابر اصل موضوع اجتماع کلیه عناصر موجود در مجموعه‌های دسته C را می‌توان در مجموعه‌ای چون U (اجتماع دسته C) یافت. حال مجموعه {برای هر x∈U: x∈X; X∈C} را تشکیل می‌دهیم. اصل موضوع گسترش یگانگی این مجموعه را تضمین می‌کند و آن را اشتراک دسته C از مجموعه‌ها می‌نامیم و همانند اجتماع آن را به صورت {\displaystyle \cap {\mathcal {C}}} یا {\displaystyle \cap _{A\in {\mathcal {C}}A}} نشان می‌دهیم. پس پاسخ سؤال مطرح شده در حالتی که C ناتهی است مثبت است.
- حال فرض می‌کنیم C دسته‌ای تهی باشد. در این حالت چه طور؟ آیا می‌توان {\displaystyle \cap \,{\mathcal {C}}} را همانند حالت قبل تعریف کرد و اساساً چنین چیزی یک مجموعه است.

بیاید فرض کنیم {\displaystyle \cap {\mathcal {C}}} مجموعه باشد. در این صورت بر طبق تعریف {\displaystyle \cap {\mathcal {C}}=\cap _{A\in \varnothing }A}. حال برای اینکه این مجموعه را بشناسیم کافی است بدانیم که دارای چه عناصری است.عنصر x به این مجموعه متعلق است اگر و فقط اگر برای هر X متعلق به تهی، x∈X برای تعیین عناصر این مجموعه طبق معمول سؤال‌های در مورد مجموعه تهی ببینیم چه عناصری در این مجموعه قرار نمی‌گیرند و در شرط مجموعه صدق نمی‌کنند؟
اگر برای هر X در تهی، x∈X درست نباشد، در این صورت باید X در تهی باشد چنان‌که x به X متعلق نباشد ولی چنین چیزی محال است چون تهی اصلاً هیچ X ای در تهی وجود ندارد. پس هیج x ای نیست که نتواند در شرط مذکور صدق کند و نتیجتاً هر x در این شرط صدق می‌کند و به عبارت دیگر مجموعه‌ای که ما تعریف کردیم مجموعه‌ای جامع است که شامل همه چیز است که می‌دانیم چنین مجموعه‌ای وجود ندارد(ر. ک پارادکس راسل). پس در حالتی که دسته C تهی باشد اشتراک دسته C از مجموعه‌ها وجود ندارد.
به این ترتیب تا اینجا متوجه شدیم که:
برای هر دسته ناتهی از مجموعه‌ها، مجموعه‌ای چون V وجود دارد که دقیقاً شامل همه عناصری است که به هریک از عناصر مجموعه C متعلق باشند و این مجموعه اشتراک دسته غیر تهی از مجموعه‌ها است.
اما اینکه ما، فقط به این دلیل که در جایی از کارمان ممکن است مجموعه‌ای تهی از کار در آید، دائم مجبور باشیم قید و استثنا قایل شویم اسباب درد سر است. فرض کنید C دسته‌ای از مجموعه‌ها باشد. در این صورت اگر فرض کنیم اعضای C همگی زیرمجموعه مجموعه مفروضی چون U هستند در هر حال چه C تهی باشد و چه نباشد با معنی است و در حالتی که C تهی باشد برابر خود U است.
ب این ترتیب به سؤال مربوط به اشتراک نیز پاسخ دادیم.